# Иммерсионный метод обучения иностранным языкам
Иммерсионный метод обучения иностранным языкам (не путать с иммерсией, при которой для овладения языком человек выезжает в страну изучаемого языка) заключается в погружении учащихся в иноязычную атмосферу во время аудиторного занятия.
Основные концепты иммерсионного метода восходят к приёмам, разработанным и внедрённым американским учителем французского языка М. Берлицем, в последней четверти XIX-го века. Ключевые положения данного подхода к обучению иностранным языкам сводятся к следующему:
- говорение и слушание преобладают над другими видами учебной деятельности (письмом и чтением);
- лексика и грамматика изучаются не изолированно, а в контексте;
- учащемуся отводится активная роль в процессе обучения, учитель выполняет роль организатора;
- использование родного языка при обучении исключено.

Далее, уже в XX-ом веке, метод Берлица получил продолжение в свете прямого метода  [1], представители которого (неопрямисты) совершенствовали линию преобладания мнемических процессов над мыслительными.
Принципами прямого метода, в особенности достижениями суггестопедии, заинтересованы были также интенсивисты (Г. А. Китайгородская, А. С. Плесневич и др.) [2], задачей которых была разработка методики быстрого обучения иностранному языку не посредством приёмов убеждения или объяснения, а путём погружения учащихся в иноязычную атмосферу и воздействия на подсознание.
Иммерсионный метод обучения иностранным языкам следует также отличать от иммерсионного обучения (погружение в язык), применяемого в странах с двумя и более официальными языками. Заключается данная образовательная технология в использовании второго изучаемого родного языка в рамках преподавания предметов общеобразовательного цикла и развитии у детей билингвизма. Именно на основе иммерсионного обучения разработана, например, иммерсионная модель обучения иностранному языку В. Венцеля-Х. Зартера "Один человек - один язык" .
Лишь в XXІ-ом веке начали предприниматься попытки оформления иммерсионного метода в самостоятельную методическую систему. Уже известен опыт разработки и внедрения авторской модели иммерсионного метода (АМИМ) обучения иностранным языкам в условиях языковых курсов [3]. Отличительными чертами такого новообразования, в частности, являются:
1. Ориентация на способность человеческого организма эндорфинизироваться в процессе интеллектуальной работы мозга и вербального общения.
2. Манипуляция интеллектуальными задатками учащихся при помощи достижений темпераментологии и гендерной психологии.
3. Тотальное использование парной работы во время групповых занятий, для обеспечения которой применяется комплекс специальных трансформационных и коммуникативных упражнений.
4. Деятельность преподавателя-иммерсиста ограничена функциями мониторера процесса усвоения языка, демонстратора выполнения упражнений и собеседника студентов.